# White Pony
Albums de Deftones
Around the Fur
(1997) Deftones
(2003)
Singles
1. Change (In the House of Flies)
Sortie : 27 juin 2000
2. Back to School (Mini Maggit)
Sortie : 12 mars 2001
3. Digital Bath
Sortie : 2001

White Pony est le troisième album studio du groupe californien de metal alternatif Deftones, sorti le 20 juin 2000 par Maverick Records.
Ici, le groupe s'éloigne de ses racines nu metal pour un son plus expérimental, incorporant des éléments de trip hop, dream pop, shoegazing, et quelques effets électroniques.
White Pony est le premier album de Deftones avec Frank Delgado en tant que membre à part entière. Ce dernier avait déjà figuré sur les deux albums précédents en tant que membre additionnel et n'avait joué que sur quelques morceaux.

## Liste des chansons
Toutes les chansons sont écrites et composées par Deftones.
| No  | Titre                                 | Durée |
| --- | ------------------------------------- | ----- |
| 1.  | Feiticeira                            | 3:09  |
| 2.  | Digital Bath                          | 4:15  |
| 3.  | Elite                                 | 4:01  |
| 4.  | RX Queen                              | 4:27  |
| 5.  | Street Carp                           | 2:41  |
| 6.  | Teenager                              | 3:20  |
| 7.  | Knife Party (avec Rodleen Getsic)     | 4:49  |
| 8.  | Korea                                 | 3:23  |
| 9.  | Passenger (avec Maynard James Keenan) | 6:07  |
| 10. | Change (In the House of Flies)        | 5:00  |
| 11. | Pink Maggit                           | 7:32  |